# Bulbophyllum giriwoense
Bulbophyllum giriwoense là một loài phong lan thuộc chi Bulbophyllum.